# Göran Folcker
Göran Emil Folcker, född den 6 november 1920 i Stockholm, död den 3 december 2000 i Vaxholm, var en svensk konstnär och systerson till Carl Milles.

## Biografi
Folcker var son till politikern Jonas Fredrik Folcker och Eivor Olga Augusta (född Milles). I ungdomsåren bodde han i Millesgården. Folcker fick sin utbildning vid Konsthögskolan i Stockholm 1939–1944. Han studerade sedan i Frankrike, Spanien, England, Holland, Italien, Grekland, Sovjetunionen, Egypten och Marocko.
Hans konst pendlade mellan föreställande och nonfigurativt. Han gick från att måla landskap och interiörer i realistisk stil till en stiliserad, berättande stil som kunde vara påverkad av Paul Klees måleri.
Folcker har arbetat med nonfigurativ textil och mosaik i offentliga miljöer, bland annat applikationen Lustgården för Vattenfall i Råcksta (1964) och mosaiken Ljus i rymd för Långbro sjukhus (1962). Han har också utfört målningar med motiv från Vaxholms gamla trähusbebyggelse.
Han hade under tiden 1953–1986 ett stort antal separatutställningar och deltog ofta i samlingsutställningar både i Sverige och internationellt. Han är representerad på bland annat Nationalmuseum, Moderna museet, Kalmar konstmuseum, Norrköpings konstmuseum och Skissernas museum i Lund.